# 鵜飼郁次郎
鵜飼 郁次郎（うかい いくじろう、1855年9月2日（安政2年7月21日） - 1901年（明治34年）9月27日）は、日本の政治家、衆議院議員（2期）。

## 経歴
佐渡国（現・新潟県佐渡市）出身。1876年、新潟師範学校卒。卒業後は東京府雇、新潟師範学校教員、中学校教諭、新潟県会議員となる。また、雑誌「回天」を発行する。
1890年の第1回衆議院議員総選挙において新潟9区から自由倶楽部公認で立候補して初当選する。1892年の第2回衆議院議員総選挙では独立俱楽部から立候補して再選した。1894年の第3回衆議院議員総選挙では国民協会から立候補して落選した。1901年に死去した。